# Edificio Root
Edificio Root (en inglés: Root Building) es un edificio histórico ubicado en Opa-locka, Florida.  Edificio Root se encuentra inscrito  en el Registro Nacional de Lugares Históricos desde el 17 de agosto de 1987.  

## Ubicación
Edificio Root se encuentra dentro del condado de Miami-Dade en las coordenadas 25°54′15″N 80°15′14″O / 25.904167, -80.253889.